# Chrysochlamys alterninervia
Chrysochlamys alterninervia är en tvåhjärtbladig växtart som beskrevs av José Cuatrecasas. Chrysochlamys alterninervia ingår i släktet Chrysochlamys och familjen Clusiaceae. Inga underarter finns listade i Catalogue of Life.